# Reşat Güney
Reşat Güney (Istanbul, 8 giugno 1948 – Istanbul, 19 giugno 2024) è stato un cestista turco.

## Carriera
Con la Turchia disputò due edizioni dei Campionati europei (1971, 1973).

## Palmarès
- Campionato turco: 8

İTÜ Istanbul: 1967-68, 1969-70, 1970-71, 1971-72, 1972-73
Muhafızgücü: 1973-74
Eczacıbaşı: 1975-76, 1976-77